# Sint-Baafskerk (Brugge)
De Sint-Baafskerk in de Belgische stad Brugge is gelegen in de wijk Sint-Baafs in de deelgemeente Sint-Andries. De kerk is in gebruik sinds 1934. Dit is bijna twintig jaar na de oprichting van de parochie. Op 11 oktober 1937 vond de plechtige kerkinwijding plaats. 

## Geschiedenis
Sinds 8 januari 1909 waren er tussen het gemeentebestuur van Sint-Andries en de Burgerlijke Godshuizen van Brugge al onderhandelingen over de gronden, om er de Sint-Baafskerk op te bouwen. Het voorontwerp werd gemaakt door architect Jules-Félix Carette uit Kortrijk. Hij werd aangesteld op 6 april 1913. Een paar maanden later kwam men tot de constatering dat de voorziene oppervlakte voor de kerk te klein was, waarna men besloot een grotere oppervlakte te voorzien. Ondertussen diende het parochiaal centrum Valkenburg als voorlopige kerk. 
Toen in 1914 de Eerste Wereldoorlog uitbrak, moest de bouw van de kerk worden uitgesteld. De voorlopige kerk werd uitgebreid in 1916. Er werden twee nissen toegevoegd om de biechtstoelen in te plaatsen. De sacristie werd na de oorlog bijgebouwd, in oktober 1919. 
Op 24 november 1929 werd het plan van de nieuwe kerk goedgekeurd door de kerkraad. De gemeenteraad gaf een maand later ook zijn goedkeuring. Op 30 juni 1933 gingen de bouwwerken van start. De plannen waren gemaakt door Jozef en Luc Viérin en de werken werden uitgevoerd door aannemer Verhaeghe. Uiteindelijk werd de neoromaanse Sint-Baafskerk in 1934 in gebruik genomen.